# Amélie Daure
Amélie Daure (6 agosto ...) è un'attrice francese.

## Filmografia

### Cinema
- Frontiers - Ai confini dell'inferno, regia di Xavier Gens (2007)
- Distant Tremors, regia di Manuel Poutte (2008)
- Pig, regia di Bosiljka Simonovic (2008)
- E.N.V.I.E, regia di Joséphine Flasseur (2009)
- Un homme, une femme et un chat, regia di Axel Philippon (2011)
- Grazie a Dio, regia di François Ozon (2018)
- Angel Face, regia di Vanessa Filho (2018)
- Budapest, regia di Xavier Gens (2018)
- Le seduzioni, regia di Vito Zagarrio (2021)

### Televisione
- L'aîné des Ferchaux, regia di Bernard Stora - film TV (2001)
- Mausolée pour une garce, regia di Arnaud Sélignac - film TV (2001)
- Francesco, regia di Michele Soavi - miniserie TV (2002)
- Boulevard du Palais - 1 episodio (Stationnement dangereux, 2008)
- Face au diable – serie TV (2016)

### Cortometraggi
- Une Vie D'ici, regia di Lionel Mougin (2000)
- Lu non fa miracoli, regia di Fabrizio Ruggirello (2005)
- Infrarouge, regia di Lionel Mougin (2005)
- Plus rien jamais, regia di Lionel Mougin (2006)
- There's Only One Sun, regia di Wong Kar-wai (2007)
- Face à la nuit, regia di Paviel Raymont (2010)
- Fragments of a Standstill Trip, regia di Lionel Mougin (2012)
- Manuscrito encontrado en el olvido, regia di Eugenio Recuenco (2016)

### Pubblicità
- Neverfull per Louis Vuitton, regia di Jean-Claude Thibaut (2012)